# Masnedø
Masnedø est une île du Danemark située entre l'île de Falster et celle de Seeland. 